# Alejo Felipe
Alejo Felipe Vargas (Santa Cruz de La Palma, Canarias, 17 de julio de 1943 - Venezuela, 3 de junio de 2015) fue un actor español que desarrolló una notoria carrera en las artes escénicas además de la televisión y el cine. Incursionó en el doblaje en Venezuela y participó en animes, series animadas, películas y, sobre todo, la publicidad y la locución.

## Biografía
Felipe nació en Santa Cruz de la Palma en Canarias. En 1950 llega a Venezuela donde pasa su infancia dividida entre Caracas, cuya estadía duró poco tiempo, y Margarita lugar en el cual estuvo gran parte de su vida. Su niñez fue muy tradicional, "De la escuela al negocio de papá. Igual que cualquier emigrante: estudiar y después trabajar", solía decir.
Sus comienzos en la actuación nunca fueron planificados. Relató una anécdota que representa su primer paso en esta profesión. En una fiesta del Club Español en Margarita, comenzó a imitar personalidades, se le acercó una enfermera que le propuso formar un grupo de teatro y simplemente por curiosidad aceptó. Inicialmente eran solo tres, pero después de un mes, la agrupación estaba constituida por veinte personas quienes formaron el primer conjunto teatral de Margarita llamado "Vertical".
Alejo estudió educación en la Universidad Pedagógica Experimental Libertador, y fue en esa institución donde fundó junto a otros artistas, entre ellos, Levy Rosell, el primer equipo de teatro de esa entidad universitaria. Para la época no existían estudios profesionales de actuación, así que gran parte de sus inicios, se deben a las obras realizadas sobre las tablas.
Tuvo dos hijas; Isabela Felipe y Alejandra Felipe. 
Quienes lo conocieron afirman que fue un genio, perfeccionista y que amaba su profesión.
Felipe falleció producto de una insuficiencia respiratoria debido a un padecimiento de cáncer de pulmón.

## Filmografía

### Telenovelas
- Leonela (1983) - Luis Cabrera Suárez
- Amor de Abril (1988)
- Paraíso ̈(1989)
- Por estas calles (1994) - Nilson Dissen
- Amores de fin de siglo (1995) - Don Jorge Lira
- Volver a vivir (1996) - Oficial de la Justicia
- Cambio de piel (1997-1998)
- Hoy te vi (1998) - Don Benito Castro Carras
- Mujer secreta (1999) - Don Horacio Santana
- El desprecio (2006) - Don Baudilio Velandro
- Aunque mal paguen (2007) - Don Luis
- ¿Vieja yo? (2008) - Don Ariel Gil
- La viuda joven (2011) - Don Pascual Bonvicini
- Mi ex me tiene ganas (2012) - Don Lorenzo Estrada
- Los secretos de Lucía (2014) - Juez Machado

### PelículasT
. Tarde De Machos ( 1996)
- Trampa Inocente (1978)
- Cóctel de camarones, en el día de la secretaria (1984) - Don Francisco Ferreiro
- Anita Camacho (1986) - Sr. Marino Mendez
- El compromiso (1988)
- En Sabana Grande siempre es de día (1988)
- El corazón de las tinieblas (1990)
- Cenizas eternas (2011) - Padre Felipe
- Er relajo der Loro (2012) - Don Federico De Las Casas y Madrid
- Libertador (2013) - El Doctor

## Doblajes

### Anime
- Almendrita - Rata (ep.01); Sacerdote topo (ep.18)
- Cuentos universales - oso ("Los ositos consentidos"), viejo del camino ("Por qué es tan salada el agua del mar")
- Los Justicieros - Zoron "El Diablo" (eps 7); Ebigos (Next, eps 17)
- Shulato - narración; guerrero de Renge "Mura" (eps 6)

### Series animadas
- Cadillacs y dinosaurios - Relatos de la apertura y letrero (eps 1)
- Cuentos de la cripta - Orwell (eps 7)
- Las aventuras de Tintín - El primer oficial "Alan"

### Acción real
- Comando mortal 3: el juego de un asesino - Gral. Wilson (Sandy Ward)
- Dirty Dancing: el baile atrevido - Max Kellerman (Jack Weston)
- Doble engaño - El cliente de bar
- Dura de matar - El policía del tren
- El mercenario - Bandit Boss (Duke Valenti)
- La última pelea - Lou (Thomas Quinn)
- Los dioses deben estar locos 3 - El luchador zambo
- Retroceder nunca, rendirse jamás 3 - John Alexander (Joseph Campanella)
- Retroceder nunca, rendirse jamás 4 - El cineasta (John Kay)
- Ricochet - Guardia de prisión (Hugh Dane)
- Shaolin americano - San De (Henry O)
- Shergar - farmacéutico (Petr Dix)

### Publicidad y locución
- Botiquería "La Farmacia de la Cuadra" (voz oficial)
- Central Madeirense (comercial 63.er aniversario)
- Hacienda Santa Teresa Rugby
- Los Amores de Anita Peña (telenovela) voz en off al final de cada capítulo con una reflexión a manera de chiste.